# フィセテルラ
フィセテルラ (Physeterula) は新生代中新世に生息したハクジラの絶滅した属。鯨偶蹄目 - ハクジラ亜目 - マッコウクジラ科に属し、現生のマッコウクジラと近縁である。マッコウクジラ科は中新世に繁栄し多数の絶滅した属が知られている。主に化石はヨーロッパから出土しており、フィセテルラはベルギー、アントワープ州などから発見されている。
現生のマッコウクジラに形態は似るが、はるかに小型であった。頭骨は全長1.5m程で、上顎は幅の広い板状である。この上にエコロケーションに使用するメロン体を収めるため、前頭部が巨大になる。